# تپه اطراف شهر سوخته ۲۸۰
تپه اطراف شهر سوخته شماره ۲۸۰ در شهرستان زابل، بخش شیب آب، دهستان لوتک، روستای حومه شهر سوخته، ۱۲/۴۰ کیلومتری جنوب غربی پایگاه باستان‌شناسی شهر سوخته واقع شده و این اثر در تاریخ ۲۳ بهمن ۱۳۸۵ با شمارهٔ ثبت ۱۷۳۱۲ به‌عنوان یکی از آثار ملی ایران به ثبت رسیده است.